# Renata di Francia
Renata di Francia, duchessa di Chartres e di Montargis (Blois, 25 ottobre 1510 – Montargis, 12 giugno 1575), nata principessa di Francia, divenne duchessa consorte in virtù del matrimonio con Ercole II d'Este, duca di Ferrara, Modena e Reggio.

## Biografia

### Infanzia ed educazione
Renata fu la figlia secondogenita di Luigi XII di Francia e di Anna di Bretagna; orfana di padre dal 1515, fu accolta alla corte di Francesco I, che era suo cognato, avendo sposato la sorella Claude.
Ebbe per precettore l'umanista Jacques Lefèvre d'Étaples il quale, godendo del favore del re Francesco I, di Luisa di Savoia e della sorella del re, Margherita d'Angoulême, poté trasmettere a Renata le proprie concezioni protestanti, benché già allora in Francia venissero bruciati i primi contestatori della Chiesa cattolica (come l'agostiniano Jean Vallière, mandato sul rogo l'8 agosto 1523).

### Matrimonio
Andò sposa a Parigi il 28 giugno 1528 al duca Ercole II d'Este, portando in dote il ducato di Chartres, la contea di Gisors e i terreni del Castello di Montargis.

### Fede calvinista
A Ferrara Renata formò un cenacolo intellettuale nel quale erano ospiti molti protestanti italiani, come Ambrogio Cavalli, Giulio della Rovere, Celio Secondo Curione, Antonio Pagano, oltre a Lyon Jamet e all'amico di questi, il poeta francese, che fu suo segretario, Clément Marot, il quale per primo tradusse in francese i Salmi biblici, e dove si celebrava anche la comunione nella forma protestante della Santa cena, a ricordo del sacrificio di Cristo. Nel 1536 Renata ricevette anche la visita, sotto mentite spoglie, di Giovanni Calvino, che aveva già pubblicato a Basilea la sua Christianae religionis institutio, dedicati a Francesco I e con il quale Renata manterrà fino alla morte del riformatore ginevrino una regolare corrispondenza; anche i suoi libri di spesa, conservati a Torino, testimoniano il suo impegno calvinista e l'acquisto di molte opere riformate.
Non si conoscono i contenuti dei colloqui fra Renata e Calvino il quale era particolarmente convinto, come Lutero, che ai fini della diffusione e dell'accettazione delle nuove idee religiose, fosse necessario ottenere l'appoggio dei governanti; tuttavia la corrispondenza, da lei sempre mantenuta col Calvino, la conforterà a rimanere ferma nelle proprie convinzioni religiose, malgrado si manifestasse presto la reazione del marito, il duca Ercole, che allontanò da Ferrara tanto il poeta Marot quanto la dama di compagnia di Renata, Michelle de Soubise.
La permanenza per alcuni mesi, nel 1541, del riformato Celio Secondo Curione, che aveva abbandonata Venezia dopo l'arresto dell'amico Giulio della Rovere, portò alla conversione dell'umanista Fulvio Pellegrino Morato e della figlia Olimpia, compagna di studi delle figlie Anna e Lucrezia; il Curione farà anche conoscere alla duchessa il Commentarium in Mattheum del pastore Heinrich Bullinger. In particolare la villa di Consandolo, presso Argenta - demolita nell'Ottocento - dove la duchessa risiedeva nei mesi estivi, era un centro di diffusione di libri proibiti, oltre che di favoreggiamento nell'accoglienza dei profughi e nell'espatrio dei minacciati di persecuzione.
Si oppose alla condanna al rogo, decretata dall'Inquisizione di Ferrara il 25 settembre 1549 del protestante Fanino Fanini, sollecitando il marito a liberare il fornaio faentino. Le minacce dell'inquisitore, il cardinale Giovanni Carafa, futuro papa Paolo IV, resero però vano ogni intervento e il Fanini fu impiccato e bruciato a Ferrara il 22 agosto 1550.
La duchessa era intenzionata a educare le due figlie, Anna e Lucrezia, nella fede riformata: è per questo motivo che il della Rovere, già pastore di Poschiavo, arrivò clandestinamente nella sua corte ferrarese ove tenne quindici prediche e probabilmente esortò alla celebrazione protestante della Santa Cena, alla quale assistettero, fra gli altri, oltre alla duchessa e alle sue figlie, anche la moglie del governatore di Piacenza Garcia Manrique, quella Isabella Bresegna che, già in contatto con il circolo valdesiano di Napoli, dovrà esulare nel 1557 in Germania e di qui nella Chiavenna allora protestante.
Da Roma si comprese la necessità di intervenire direttamente negli affari della corte estense, per estinguere ogni focolaio calvinista isolando la duchessa; a questo scopo nel 1551 Ignazio di Loyola mandava a Ferrara il rettore del Collegio romano, il gesuita Jean Pellettier, ma invano; nel marzo 1554 Renata - che da tempo non assisteva alle messe di corte - si oppose alla presenza delle figlie nelle cerimonie di celebrazione della Pasqua. La delicata situazione politica in cui si venne a trovare il ducato, considerato un covo di eretici, obbligarono il duca Ercole II a chiedere allo stesso re francese Enrico II l'invio di un teologo che potesse convincere la moglie a ritornare alla fede cattolica: venne a Ferrara lo stesso inquisitore generale, il priore domenicano Matthieu Ory; all'opposto agì Calvino, che inviò da Ginevra il pastore François Morel perché aiutasse a sostenere la duchessa nella propria fede.
Ercole II decise di agire con risolutezza: mentre le due figlie venivano rinchiuse in convento, il 7 settembre 1554 Renata fu prelevata dalla sua residenza di Consandolo e isolata negli appartamenti del Castello estense; sarà costretta a una formale abiura della propria fede e ad assistere alle funzioni cattoliche. Calvino cercherà invano di stabilire dei contatti con Renata mediante Ambrogio Cavalli: questi fu arrestato, condotto a Roma, processato, impiccato e bruciato a Roma il 15 giugno 1556.

### Ritorno in Francia

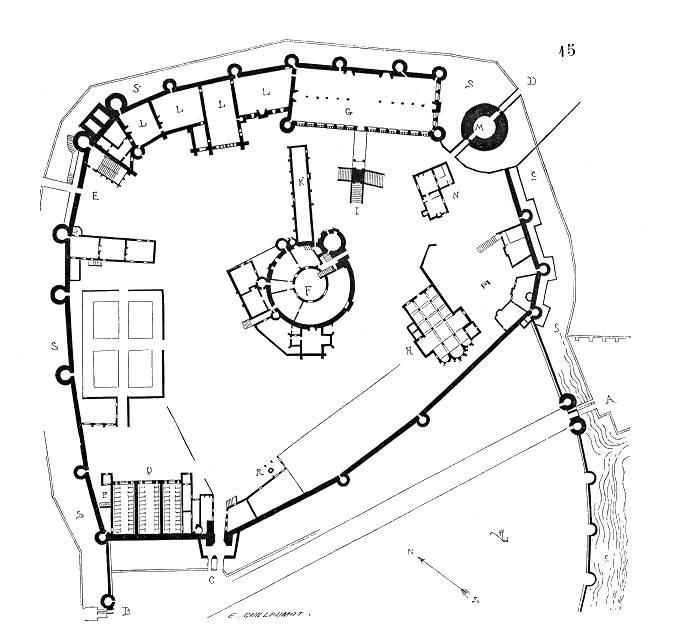
Pianta del castello di Montargis.

Dopo la morte di Ercole II, avvenuta nel 1559, Renata preferì abbandonare Ferrara per trasferirsi nel suo castello di Montargis in Francia; durante il viaggio, il 7 ottobre 1560 si fermò a Savigliano, presso la corte sabauda del duca Emanuele Filiberto, cercando invano di distoglierlo dall'intrapresa persecuzione dei valdesi. A Montargis continuò a favorire la causa della Riforma, accogliendo anche profughi italiani, come Michele Burlamacchi e Pompeo Diodati, malgrado le minacce del genero, il duca di Guisa e della stessa Corona francese.
Durante i primi tre anni dei guerre di religione, seppe preservare Montargis grazie agli abili negoziati condotti con gli eserciti protestanti e quelli cattolici comandati dal novembre 1567 dal duca d'Angiò, il futuro Enrico III. Riuscì a imporre l'idea che la cittadina, situata su un asse fluviale strategico, poteva rimanere neutrale non accogliendo nessuno dei contendenti.
Presente a Parigi alle nozze di Enrico di Navarra con la principessa Margherita, nel 1572, il suo appartamento fu protetto dalle guardie di suo genero, il duca di Nemours, dopo i massacri avvenuti nella notte del 23 e 24 agosto 1572 e lasciò Parigi sotto scorta.

### Morte
Seguì un periodo di relativa tranquillità, fino alla morte. Continuò a proteggere i suoi compagni di fede che chiedevano di essere ospitati nel suo castello, fino ad accoglierne, si dice, a centinaia contemporaneamente. Nel testamento del 22 ottobre 1573 scrisse di ringraziare Dio per essere stata istruita «nella sua pura parola e verità, un beneficio singolare che supera qualunque altro si possa ottenere in questo mondo».
Fu sepolta nel Castello ma, per evitare eventuali profanazioni di fanatici, l'esatto sito rimase segreto e a tutt'oggi non è stato ritrovato.

## Discendenza
Renata ed Ercole ebbero cinque figli:
- Anna (16 novembre 1531 – 15 maggio 1607). Sposò Francesco, duca di Guisa e dopo la morte di questi, Giacomo di Savoia, duca di Nemours, con discendenza da entrambi i matrimoni;
- Alfonso II (Ferrara, 22 novembre 1533 – Ferrara, 27 ottobre 1597). Duca di Ferrara, Modena e Reggio. Si sposò tre volte, ma senza discendenza;
- Lucrezia (16 dicembre 1535 – 1598). Sposò Francesco Maria II della Rovere, duca di Urbino, senza discendenza;
- Eleonora (1537 – 1581). Suora;
- Luigi (Arezzo, 1538 – Montegiordano, 30 dicembre 1586). Vescovo di Ferrara e poi arcivescovo di Auch.

## Ascendenza
|                          |                   |                              | Genitori                  |  |  | Nonni |  |  | Bisnonni                |  |  | Trisnonni          |  |
|                          |                   |                              |                           |  |  |       |  |  | Luigi di Valois-Orléans |  |  | Carlo V di Francia |  |
|                          |                   |                              |                           |  |  |       |  |  | Luigi di Valois-Orléans |  |  | Carlo V di Francia |  |
|                          |                   | Giovanna di Borbone          |                           |  |  |       |  |  | Luigi di Valois-Orléans |  |  |                    |  |
| Carlo di Valois-Orléans  |                   |                              |                           |  |  |       |  |  | Luigi di Valois-Orléans |  |  |                    |  |
|                          |                   | Valentina Visconti           | Gian Galeazzo Visconti    |  |  |       |  |  |                         |  |  |                    |  |
|                          |                   | Valentina Visconti           | Gian Galeazzo Visconti    |  |  |       |  |  |                         |  |  |                    |  |
|                          |                   | Valentina Visconti           | Isabella di Valois        |  |  |       |  |  |                         |  |  |                    |  |
| Luigi XII di Francia     |                   | Valentina Visconti           |                           |  |  |       |  |  |                         |  |  |                    |  |
|                          |                   | Adolfo di Clèves             | Adolfo III di Mark        |  |  |       |  |  |                         |  |  |                    |  |
|                          |                   | Adolfo di Clèves             | Adolfo III di Mark        |  |  |       |  |  |                         |  |  |                    |  |
|                          |                   | Adolfo di Clèves             | Margherita di Julich      |  |  |       |  |  |                         |  |  |                    |  |
| Maria di Clèves          |                   | Adolfo di Clèves             |                           |  |  |       |  |  |                         |  |  |                    |  |
|                          |                   | Maria di Borgogna            | Giovanni di Borgogna      |  |  |       |  |  |                         |  |  |                    |  |
|                          |                   | Maria di Borgogna            | Giovanni di Borgogna      |  |  |       |  |  |                         |  |  |                    |  |
|                          |                   | Maria di Borgogna            | Margherita di Baviera     |  |  |       |  |  |                         |  |  |                    |  |
| Renata di Valois-Orléans |                   | Maria di Borgogna            |                           |  |  |       |  |  |                         |  |  |                    |  |
|                          | Riccardo di Dreux | Giovanni V di Bretagna       |                           |  |  |       |  |  |                         |  |  |                    |  |
|                          | Riccardo di Dreux | Giovanni V di Bretagna       |                           |  |  |       |  |  |                         |  |  |                    |  |
|                          | Riccardo di Dreux | Giovanna di Navarra          |                           |  |  |       |  |  |                         |  |  |                    |  |
| Francesco II di Bretagna | Riccardo di Dreux |                              |                           |  |  |       |  |  |                         |  |  |                    |  |
|                          |                   | Margherita di Valois-Orléans | Luigi I di Valois-Orléans |  |  |       |  |  |                         |  |  |                    |  |
|                          |                   | Margherita di Valois-Orléans | Luigi I di Valois-Orléans |  |  |       |  |  |                         |  |  |                    |  |
|                          |                   | Margherita di Valois-Orléans | Valentina Visconti        |  |  |       |  |  |                         |  |  |                    |  |
| Anna di Bretagna         |                   | Margherita di Valois-Orléans |                           |  |  |       |  |  |                         |  |  |                    |  |
|                          |                   | Gastone IV di Foix           | Giovanni I di Foix        |  |  |       |  |  |                         |  |  |                    |  |
|                          |                   | Gastone IV di Foix           | Giovanni I di Foix        |  |  |       |  |  |                         |  |  |                    |  |
|                          |                   | Gastone IV di Foix           | Giovanna d'Albret         |  |  |       |  |  |                         |  |  |                    |  |
| Margherita di Foix       |                   | Gastone IV di Foix           |                           |  |  |       |  |  |                         |  |  |                    |  |
|                          |                   | Eleonora di Navarra          | Giovanni II d'Aragona     |  |  |       |  |  |                         |  |  |                    |  |
|                          |                   | Eleonora di Navarra          | Giovanni II d'Aragona     |  |  |       |  |  |                         |  |  |                    |  |
|                          |                   | Eleonora di Navarra          | Bianca di Navarra         |  |  |       |  |  |                         |  |  |                    |  |
|                          |                   | Eleonora di Navarra          |                           |  |  |       |  |  |                         |  |  |                    |  |